# Callitriche deflexa
Callitriche deflexa är en grobladsväxtart som beskrevs av Alexander Karl Heinrich Braun. Callitriche deflexa ingår i släktet lånkar, och familjen grobladsväxter. Inga underarter finns listade i Catalogue of Life.